# 21635 Мікатолл
21635 Мікатолл (21635 Micahtoll) — астероїд головного поясу, відкритий 14 липня 1999 року.
Тіссеранів параметр щодо Юпітера — 3,476.